# Margita
Margita (cyr. Маргита) – wieś w Serbii, w Wojwodinie, w okręgu południowobanackim, w gminie Plandište. W 2011 roku liczyła 924 mieszkańców.